# Лі Сунсін
Лі Сунсін (кор. 李舜臣, 이순신; 28 квітня 1545 — 16 грудня 1598) — корейський державний і військовий діяч династії Чосон XVI століття, командувач корейським флотом у Імджинській війні 1592–1598 років, в ході якої успішно використовував броненосці «кораблі-черепахи». Національний герой Кореї.

## Біографія

### Молоді роки
Лі Сунсін народився 28 квітня 1545 року в корейській столиці Сеулі по вулиці Кончондон. Був третім сином у родині Лі Чона і його дружини Пьок. Майбутній полководець походив з роду Лі, нащадків корьоської військової знаті, які з XV століття служили цивільними чиновниками при дворі династії Чосон. Його дід Лі Пеннок належав до придворної партії конфуціанців-реформаторів, але був репресований у 1519 році за фальшивими звинуваченнями у державній зраді. Влада вважала нащадків репресованих «неблагонадійними» і позбавила їх можливості поступити на державну службу. Через це сім'я Лі жила бідно, і батьки були змушені підробляти на різних непрестижних роботах, щоб прогодувати дітей.
У дитинстві Лі Сунсін товаришував із Ю Сонрьоном, майбутнім високопосадовцем, який посприяв його призначенню на посаду адмірала, та Вон Гюном, майбутнім військовим, разом з яким він здобув ряд великих перемог. У початковій школі хлопець не відзначався особливою старанністю, і більшу частину часу проводив надворі, граючись у військові ігри.
1555 року столична поліція арештувала батька Лі Сунсіна за проведення поминальних церемоній в пам'ять репресованих вчителів і родичів. Його було засуджено на 1 місяць арешту і покарано привселюдним побиттям. Життя у Сеулі стало нестерпним. Сусіди дивилися на родину Лі як на «державних злочинців», а малолітній Лі Сунсін був підданий остракізму у школі. Через несприятливі економічні умови та нездорову атмосферу у столиці, сім'я переїхала на південь, на батьківщину матері, до села Асан провінції Чхунчхон.
Попри те, що Лі Сунсін був новачком у Асанській школі, його радо прийняли місцеві діти. Вони часто обирали його ватажком у дворових іграх, у яких він навчав їх улюбленій стрільбі з лука. В Асані Лі Сунсін став старанним і опанував конфуціанські науки. Він вивчив класичну китайську мову, якою міг вільно писати і читати, і навіть складав вірші.
1565 року 19-літній Лі Сунсін одружився з донькою корейського високопосадовця Пана Чіна, колишнього військового і голови повіту Посон. Тесть виявив у зятя хист до військової справи і з 1566 року почав навчати його основам бойових мистецтв. Оскільки Лі Сунсін походив з політично «неблагонадійної» сім'ї, зайняти престижну посаду цивільного чиновника він не міг і тому обрав для себе шлях військового, які традиційно вважалися у Кореї держслужбовцями «другого сорту». Цей шлях відкрився для нього у 1567 році після сходження на трон нового вана Сонджо, який реабілітував репресованих конфуціанців-реформаторів, до яких належала родина Лі, і дозволив їхнім нащадкам займати посади у війську. Лі Сунсін поступив до Військової академії у Сеулі, де навчався стрільбі з лука, фехтуванню, їзді на конях, тактиці бою та стратегії.
1572 року, після 8-літнього навчання, Лі Сунсін складав державні іспити при відомстві військової підготовки Міністерства війни на посаду військового чиновника і офіцера. Він показав відмінні результати у стрільбі з лука стоячи, рукопашному бою і фехтуванні. Проте під час стрільби з лука верхи Лі Сунсін впав з коня і зламав собі праву ногу. Незважаючи на біль, він перев'язав рану вербовою корою, вдруге сів на коня і склав норматив. Через падіння іспит зараховано не було, але сила волі молодого курсанта вразила екзаменаторів.

### Кар'єра військового

#### 1576—1586
1576 року 32-літній Лі Сунсін успішно пересклав військовий іспит. Із 28 претендентів на офіцерські звання його здобули лише 4 особи. Лі отримав 9 ранг, найнижчий в корейській чиновницькій ієрархії, і призначення квангвоном (лейтенантом) до форту Тонгу у північнокорейській провінції Хамгьон. Він був найстаршим серед місцевих офіцерів. До його обов'язку входив захист корейських поселень на кордоні з Маньчжурією від нападів кочових племен чжурчженів.
У лютому 1579 року, завдяки схвальним звітам інспектора провінції Хамгьон, Лі Сунсіна підвищили до 8 рангу і призначили чиновником центральної державної установи — завідувачем кадрів Відомства військової підготовки. Він добре виконував свою роботу і відмовлявся брати хабарі, за допомогою яких вирішувалися кадрові справи у середньовічній Кореї. Через свою принциповість Лі Сунсін увійшов у конфлікт з секретарем Міністерства війни Со Іком, який намагався працевлаштувати свого родича в обхід існуючого законодавства. Непоступливість майбутнього полководця коштувала йому посади і переведення зі столиці в провінцію: у листопаді Лі Сунсіна відрядили штабним офіцером, відповідальним за підготовку особового складу і коней, до армії провінції Чхунчхон в місцевості Хемі.
Через 7 місяців, у серпні 1580 року, Лі Сунсіна призначили темником Лівого флоту провінції Чолла. Він керував однією із баз у бухті Пальпхо, де вперше набув досвід роботи у військово-морських силах. Проте стосунки Лі з флотським начальством були проблемними. На відміну від багатьох тогочасних корейських державних службовців, він виховувався на ідеалах конфуціанців-реформаторів і тому відкрито засуджував корупцію і хабарництво військової адміністрації. У результаті Лі Сунсіна зненавиділи інспектор провінції Сон Сін та адмірал Лівого флоту Сон Пак, які наживалися за рахунок державного майна. За їхнього сприяння у 1581 році була проведена перевірка 5 баз флоту, яка виявила, що на базі опального темника не вистачало 3 матросів. Попри те, що половину особового складу інших баз складали мертві душі, підкуплені ревізори оцінили Пальпхо якнайнижче. Завдяки цьому у 1582 році керівництво флоту домоглося звільнення Лі Сунсіна з посади і позбавлення його звання темника.
У червні 1582 року, після 4 безробітних місяців, Лі Сунсін поновився на столичній посаді завідувача кадрів Відомства військової підготовки. Цьому поновленню сприяло втручання Чо Хона, губернатора провінції Чолла, який довів фальсифікації перевірки 1581 року, та зміна голови Міністерства війни, яким став Лі Юльгук, далекий родич Лі Сунсіна. Новий міністр хотів зустрітися з останнім і запропонувати йому кращу посаду, але той відмовився..
У листопаді 1583 року Лі Сунсін був призначений лейтенантом прикордонного форту Конво у північнокорейській провінції Хамгьон. На нього покладався захист місцевого населення від чжурчженів, які грабували корейські села і вивозили полонених на продаж в Китай. 17 грудня 1583 року, плануючи покінчити з кочовиками ватажка Ульчіне, Лі Сунсін атакував його загони малим числом, заманив у засідку і розбив, здобувши голови двох знатних чжурчженів. За цю перемогу лейтенант сподівався на винагороду, але замість неї командир Північного округу Кім Уса видав йому догану за несанкціоновану військову операцію. Втім заслуги Лі Сунсіна оцінили у відомстві військової підготовки і підвищили до 7 чиновницького рангу.
18 грудня 1583 року, на наступний день після перемоги над чжурчженями, помер 73-літній батько Лі Сунсіна. Син покійного дізнався про це лише 2 місяці потому. Лі Сунсін терміново вийшов у відставку, виїхав до дому в Асан і 3 роки, як того вимагав конфуціанський канон, провів у траурі.

#### 1586—1591

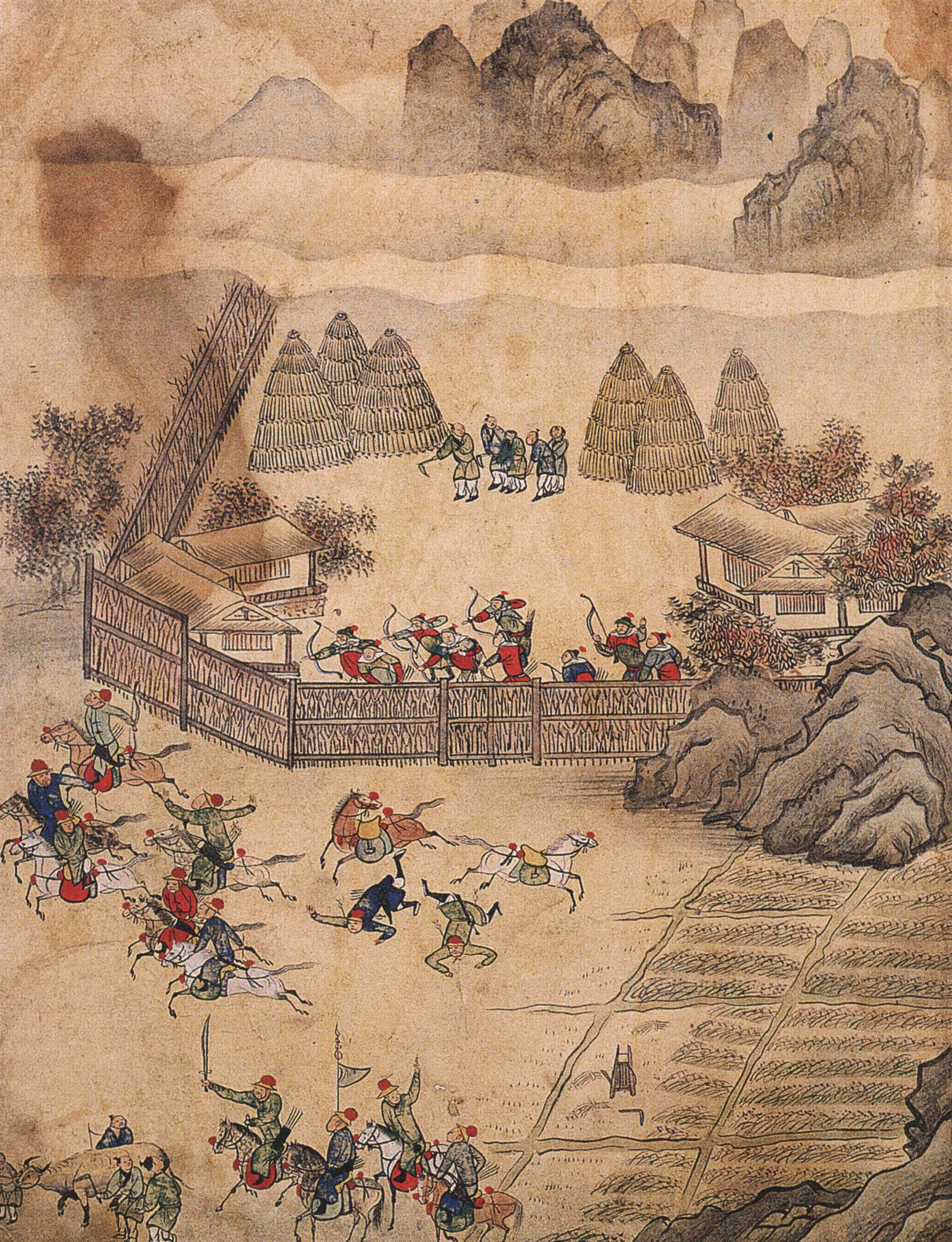
Битва при Ноктундо (1587).

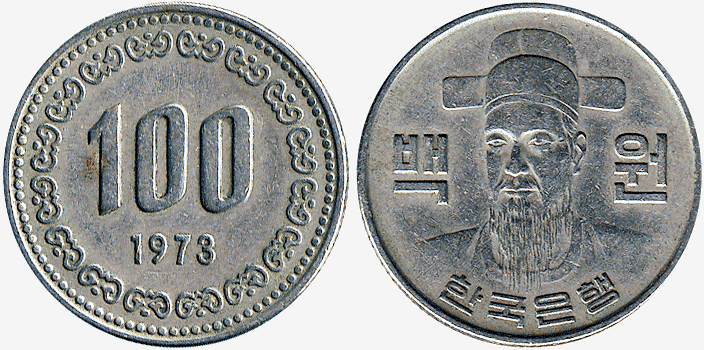
Лі Сунсін на монеті Південної Кореї.

У 1586 році Лі Сунсін повернувся на державну службу. У лютому він отримав 6 ранг і був призначений па посаду писаря Відомства обслуги Міністерства війни, де займався упорядкуванням реєстрів урядових транспортів та коней. Проте за 16 днів Лі перевели у армію темником форту Чусан у провінції Хамгьон. Це термінове переведення було пов'язано із загостренням ситуації на північнокорейському кордоні у зв'язку з новими нападами чжурчженів.
У вересні 1587 року, за рекомендацією Чона Онсіна, інспектора провінції Хамгьон, під контроль темника Лі Сунсіна було додатково передано прикордонний острів Ноктундо в районі гирла річки Туманганг, який мав важливе стратегічне значення. Оскільки залога форту Чусан не перевищувала півсотні чоловік, темник неодноразово вимагав від генерала Лі Іля, командира Північного округу, збільшити число вояків аби захистити острів. Проте генерал ігнорував усі звіти і попередження. У результаті наприкінці жовтня, коли Лі Сунсін був відсутній на нараді командирів свого підокругу, півтисячний загін чжурчженів під проводом ватажка Манніинге напав на практично беззахисний Ноктундо. Довідавшись про напад, голова підокругу Лі Унньон надав темнику підмогу, однак було вже запізно. Кочовики спалили форт, вирізали залогу і забрали у полон декілька сотень островитян. Лі Сунсін лише встиг наздогнати нападників, застрелити їхнього ватажка і визволити 60 полонених. Сам темник був поранений у стегно ворожою стрілою, а його підлеглі офіцери Ім Кьонпон та О Хьон полягли в бою.
Провина за спалення форту і розорення Ноктундо лежала на генералі Лі Ілі, який знехтував посиленням залоги острова. Побоюючись відповідальності перед урядом, він вирішив виставити Лі Сунсіна винуватцем катастрофи і у своєму звіті до столичного двору повідомив, що причиною поразки було дезертирство темника на початку нападу чжурчженів. За тогочасним законодавством Лі Сунсіна повинні були стратити, але зважаючи на його попередні заслуги корейський ван дарував йому життя і розжалував у солдати. Колишнього темника знову відправили на північ, де через чотири місяці, у лютому 1588 року, він відзначився захопленням чжурченського поселення Сіджон і взяттям у полон ворожого ватажка Ульчіне. Завдяки цим подвигам, а також урядовій ревізії Північного округу, яка виявила фальсифікації у звітах генерала Лі Іля, Лі Сунсіна було прощено і повернено офіцерське звання лейтенанта. У липні того ж року він взяв відпустку і повернувся до Асану.
У березні 1589 року Лі Сунсін був призначений на посаду штабного офіцера і помічника Лі Квана, інспектора провінції Чолла, який свого часу працював ревізором провінції Хамгьон. У грудні того ж року, за успіхи у роботі, майбутній полководець отримав підвищення і став працювати у найвищому судовому органі країни, Відомстві справедливості і законів на посаді ад'ютанта правлячого вана Сонджо. Це призначення збіглося в часі з масштабними урядовими репресіями і чистками у чиновницькому апараті, в ході яких постраждало багато невинних службовців і друзів Лі Сунсіна. Він не бажав брати участь у переслідуванні інакодумців, а тому за місяць добився переведення на іншу посаду і був поставлений головою волостей Чонип і Теїн провінції Чолла.
З кінця 1580-х років, після ряду японських посольств до Чосону, реалістична частина корейської політики передбачала, що сусідня Японія невдовзі нападе на Корею. Лі Сунсін притримувався такої ж думки і намагався вибороти собі військову посаду, щоб приготуватися до можливої війни. Здійсненню його планів заважала група корумпованих урядовців Західної фракції, які вбачали у ньому ставленика опозиційної Східної фракції і друга ненависного їм лівого міністра Ю Сонрьона. Так у серпні 1590 року, завдяки клопотанням останнього, Лі Сунсіну надали 3-й ранг, звання генерала і призначили командувачем форту Косарі у провінції Пхьонан, але за декілька днів це призначення було скасоване через протест високопосадовців Західної фракції. Наступного місяця ван призначив Лі наглядачем фортеці Манпхо тієї ж провінції, однак знову був змушений відкликати свою постанову через невдоволення урядовців. У березні 1591 року члени Західної фракції спробували не допустити Лі Сунсіна до війська, збираючись надати йому 4-й ранг і перевести на посаду голови повіту Чіндо провінції Чолла. Проте їх випередив Ю Сонрьон, який переконав вана і домігся призначення свого товариша на посаду командира Лівого флоту провінції Чолла, адмірала 3-го рангу. Відомство цензорів, яким керували «західники» двічі вказувало на неприпустимість призначення особи 6-го рангу на таку високу посаду, але цього разу ван проігнорував їхні протести.
Лівий флот провінції Чолла складався з 5 фортів і 5 доків, які розташовувалися у повітах і бухтах півдня провінції, на берегах Корейської протоки.. У перші ж дні свого перебування на посаді адмірала Лі Сунсін особисто перевірив їх усі. Він виявив, що флот погано фінансувався, а його командири були недбалими. Бракувало вишколу, зброї і одягу для солдат. Флот мав лише 10 широкопалубних кораблів пханоксонів, половина з яких гнила. Найбільшою проблемою була відсутність військової дисципліни. Лі Сунсін розпочав реформування своєї військової частини з відновлення порядку і впровадження нової системи нагород і покарань. Найменше порушення чи непослух каралися привселюдним побиттям, а інколи смертю. Здібні солдати отримали шанс стати офіцерами, незалежно від свого соціального походження. Лі Сунсін самотужки наповнив бюджет і арсенали флоту, завдяки прибуткам від приватної торгівлі. Вперше після декількох десятиліть було відремонтовано кораблі й розпочато масштабні навчання на морі. Віддаючи перевагу дистанційному бою, адмірал серйозно взявся за підготовку лучників та артилеристів. Він також взявся за розробку нової секретної зброї — броненосних «кораблів-черепах» кобуксонів. Вивчивши географію прибережних вод, Лі Сунсін здійснив переформування флоту відповідно до місцевого рельєфу. Його штаб, розташований у поселенні Йосу, було відремонтовано і переоснащено за останнім словом тогочасної інженерної думки.

### Імджинська війна
Правитель Японії Тойотомі Хідейосі мав намір підкорити Китай і тому звернувся до корейської династії Чосон, щоб отримати допомогу, а також дозвіл на прохід через їхню територію. Однак, після довгих нарад, прохання було відхилене через побоюваня Кореї щодо спустошень з боку японців. Хідейосі, отримавши відмову, почав формувати війська, і в 1592 році почалося вторгнення японців у Корею.
Лі Сунсін був призначений командувачем корейського військово-морського флоту під час японського вторгнення до Кореї, розпочатого Тойотомі Хідейосі у квітні 1592 року. У битві при Танхпо Лі Сунсін вперше зробив основною ударною силою свого флоту Кобуксон, внаслідок чого йому вдалося потопити 72 кораблі ворога. Завдяки морським перемогам Лі Сунсіна біля Окпхо-Тхоньон, в Сачхонській бухті, під Пусаном і Ангольпхо плани японського командування щодо скоординованого вторгненню на суші та на морі були зірвані, і півмільйонна армія вторгнення залишилася без каналів поставок, що зробило її легкою здобиччю корейських партизан з «Армії справедливості» і регулярної китайської армії, яка виступила на боці Кореї.
Лі Сунсін, усунений від командування в результаті придворних інтриг, повернувся на свою посаду після нового японського вторгнення в березні 1597 року. Оскільки його попередники пустили на дно більшу частину корейського флоту, адміралу довелося протистояти набагато численішому японському флоту. Лі Сунсін був убитий випадковою кулею під час битви в бухті Норян у листопаді 1598 року, однак сам бій було виграно багато в чому завдяки таланту Лі Сунсіна (втрати японців склали близько 200 кораблів).
Королівський двір Кореї гідно оцінив службу Лі Сунсіна, давши йому посмертне ім'я Чхунмугон (вірний воєначальник), а також записавши його в список Сонму Ільдин Консіньї (привілейована особа першого класу), присвоїв титули Токпун Пувонгун (Великий Принц Токпун), Юмьон сугун Тодок (адмірал флоту китайської Мін) і дав посмертне звання Йонгийджон (прем'єр-міністр).